# Pierre Coquet
Pour les articles homonymes, voir Coquet.
Pierre Coquet (né le 14 octobre 1926 à Limas et mort le 13 février 2021 à Paris) est un peintre français. 
En 1942, il intègre l'école des beaux-arts de Lyon et se lie d’amitié avec André Cottavoz, Jean Fusaro, Paul Philibert-Charrin, Jacques Truphémus... et rencontre sa future épouse, Françoise Juvin.
C'est en 1948 que ce groupe d'amis organise à Lyon une première  exposition. Avec fougue et enthousiasme, ils refusent tous les courants artistiques connus. Provocants et rieurs, ces jeunes gens - tous âgés de moins de trente ans - n'acceptent aucune technique qui se termine en isme. Voilà comment ils inventent le « Sanzisme » (sans -isme), une nouvelle école qui ne voulait pas en être une !
Pierre Coquet peint toujours  avec la même exigence et  pérennise cette liberté d'expression picturale. Quels que soient les sujets traités (marines, natures mortes, nus, paysages), ses gammes de couleurs sensibles et discrètes lui sont étonnamment personnelles et font sa signature.
Tout est dit en quelques mots : « Je n'ai aucun sujet favori. J'aime peindre ce qui m'entoure : des objets sur un guéridon, quelques fruits déposés au fond d'une coupe ou bien ce bouquet fané oublié sur une table... J'essaie de transmettre par une peinture l'émotion que j'ai ressentie ou le souvenir que j'ai de telle chose ou de tel lieu. »
Ainsi, Pierre Coquet nous permet d’apprécier une grande partie de sa peinture faite d'émotions sous-tendues, de vérités et d'intimité pudique.
Pierre Coquet s’inscrit à l’évidence dans la lignée de Pierre Bonnard, Giorgio Morandi ou Edouard Vuillard, mais son œuvre montre aussi combien il s'est enrichi au contact de Gustav Bolin, Alexandre Garbell et Pierre Lesieur.

## Galerie

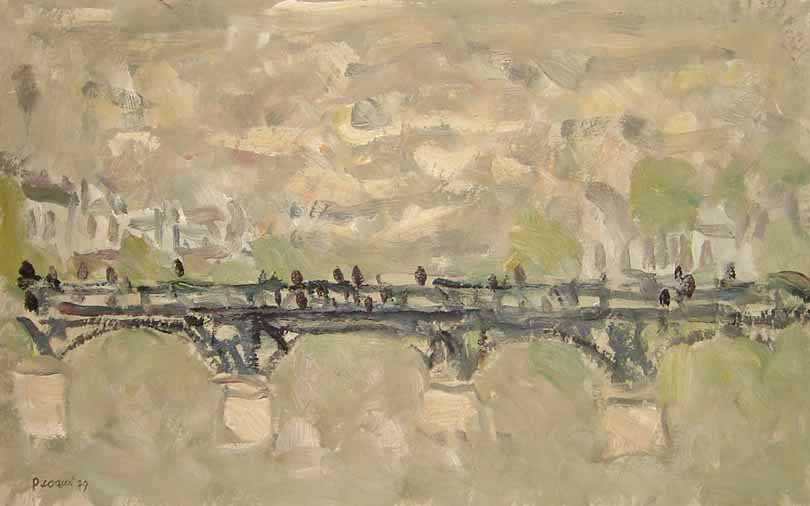
Pont
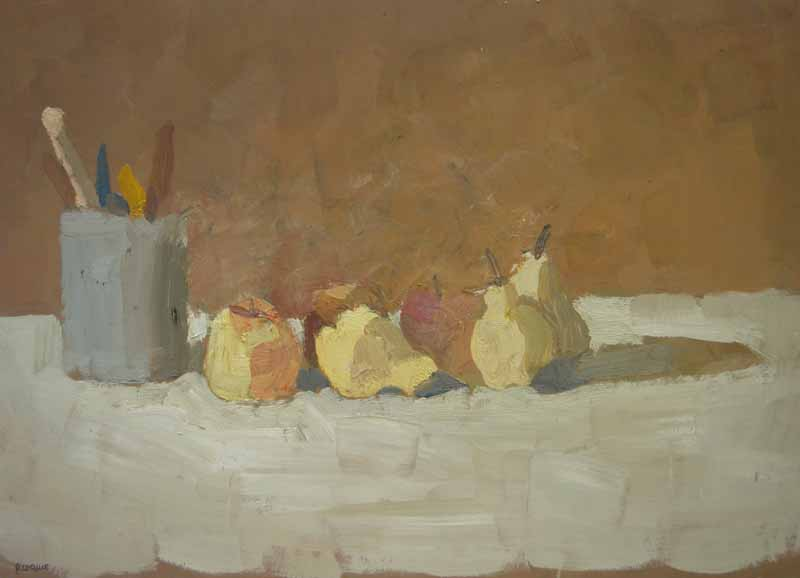
Nature morte
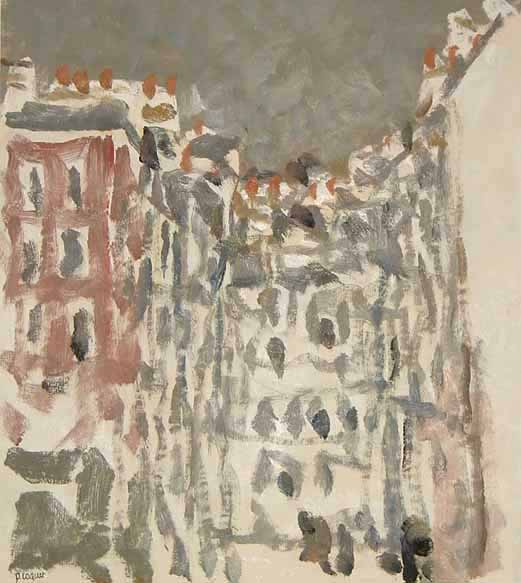
Paysage
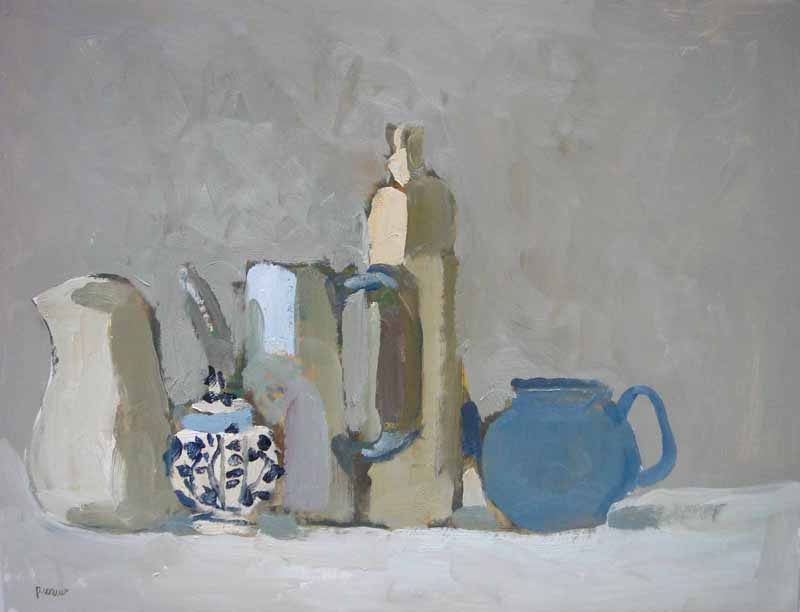
Nature morte

## Expositions
Coquet et les Sanzistes
- 1948 « Les Sanzistes », chapelle du lycée Ampère, à Lyon
- 1949 « Onze peintres français », musée de l’Athénée, à Genève
- 1960 « Cinq peintres à Venise », galerie Romanet, à Paris
- 1984 « Autour de Lachièze-Rey », galerie La Tempera, à Paris
- 1986 « Des amis, des peintres », galerie des Granges, à Lyon
- 1991 Fondation Bullukian, à Lyon
- 2003 « Sanzisme », Hôtel-Dieu, à Lyon
- 2010 « Le Sanzisme, d’hier à aujourd’hui », Maison Ravier, à Morestel

Coquet : ses fidélités
- Galerie Romanet, à Paris (entre 1960 et 2004)
- Galerie Berlioz, à Sausset-les-Pins (entre 1988 et 2001)
- Galerie des Granges, à Lyon (1986 et 1987)
- Galerie A Tempera, à Paris puis à Montfort l'Amaury, qui gère son fonds d'atelier et présente son travail depuis 2006
- Musée Paul-Dini, collection permanente, à Villefranche-sur-Saône